# Tete
Tete   este un oraș  în  Mozambic, pe fluviul Zambezi. Este reședința  provinciei  Tete.